# Adam i Ewa (obraz Tycjana)
Adam i Ewa – obraz renesansowego włoskiego malarza Tycjana.
Obraz przedstawia scenę grzechu pierworodnego jakiego dopuścili się pierwsi ludzie na Ziemi – Adam i Ewa. Motyw został zaczerpnięty z Księgi Rodzaju i był jednym z najpopularniejszych w malarstwie europejskim; stanowi jeden z nielicznych epizodów Starego Testamentu, gdzie obok siebie pojawiają się nadzy mężczyzna i kobieta. Tycjan, zgodnie z ikonografią religijną, ukazał Adama po lewej stronie drzewa, oznaczającej "dobro", a Ewę po prawej jako symbol grzechu. Pomiędzy nimi na drzewie ukazany został wąż w postaci dziecka. Podaje on zakazany owoc Ewie. Adam powstrzymuje ją a jego postawa zdradza strach i napięcie. Pod stopami Ewy leży lis - symbol zła i zmysłowości.